# Aphonopelma eustathes
Aphonopelma eustathes är en spindelart som först beskrevs av Chamberlin 1940.  Aphonopelma eustathes ingår i släktet Aphonopelma och familjen fågelspindlar. Inga underarter finns listade i Catalogue of Life.